# Condado de Santa Clara
O condado de Santa Clara (em inglês:  Santa Clara County) é um dos 58 condados do estado americano da Califórnia. Foi fundado em 1850. A sede e cidade mais populosa do condado é São José.
Com mais de 1,9 milhão de habitantes, de acordo com o censo nacional de 2020, é o sexto condado mais populoso do estado e o 18º mais populoso do país. É o oitavo condado mais densamente povoado do estado.

## Geografia
De acordo com o Departamento do Censo dos Estados Unidos, o condado possui uma área de 3 377,5 km², dos quais 3 343,9 km² estão cobertos por terra e 33,6 km² (1,0%) por água.

## Demografia
Desde 1900, o crescimento populacional médio do condado, a cada dez anos, é de 36,8%.

### Censo 2020
Segundo o censo nacional de 2020, o condado possui uma população de 1 936 259 habitantes e uma densidade populacional de 579,0 hab/km². Seu crescimento populacional na última década foi de 8,7%, acima da média estadual de 6,1%. É o sexto condado mais populoso da Califórnia e o 18º mais populoso dos Estados Unidos. É o oitavo condado mais densamente povoado do estado.
Possui 688 035 residências que resulta em uma densidade de 205,8 residências/km² e um aumento de 8,9% em relação ao censo anterior. Deste total, 4,6% das unidades habitacionais estão desocupadas. A média de ocupação é de 2,8 pessoas por residência.

### Censo 2010
Segundo o censo nacional de 2010, o condado possui uma população de 1 781 642 habitantes e uma densidade populacional de 533,2 hab/km². Possui 631 920 residências que resulta em uma densidade de 189 residências/km².
Das 15 localidades incorporadas no condado, São José é a mais populosa, com 945 942 habitantes, o que representa 53% da população total, enquanto que Campbell é a mais densamente povoada, com 2 619 hab/km². Monte Sereno é a menos populosa, com 3 341 habitantes. De 2000 para 2010, a população de Gilroy cresceu quase 18% e a de Monte Sereno reduziu em 4%. Apenas 3 cidades possuem população superior a 100 mil habitantes.